# Pel·lícula inversible

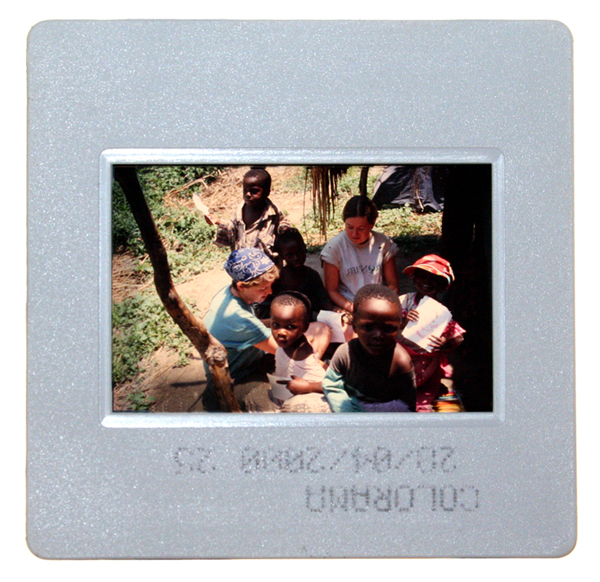
Una sola diapositiva, que mostra una transparència de color en un marc de plàstic

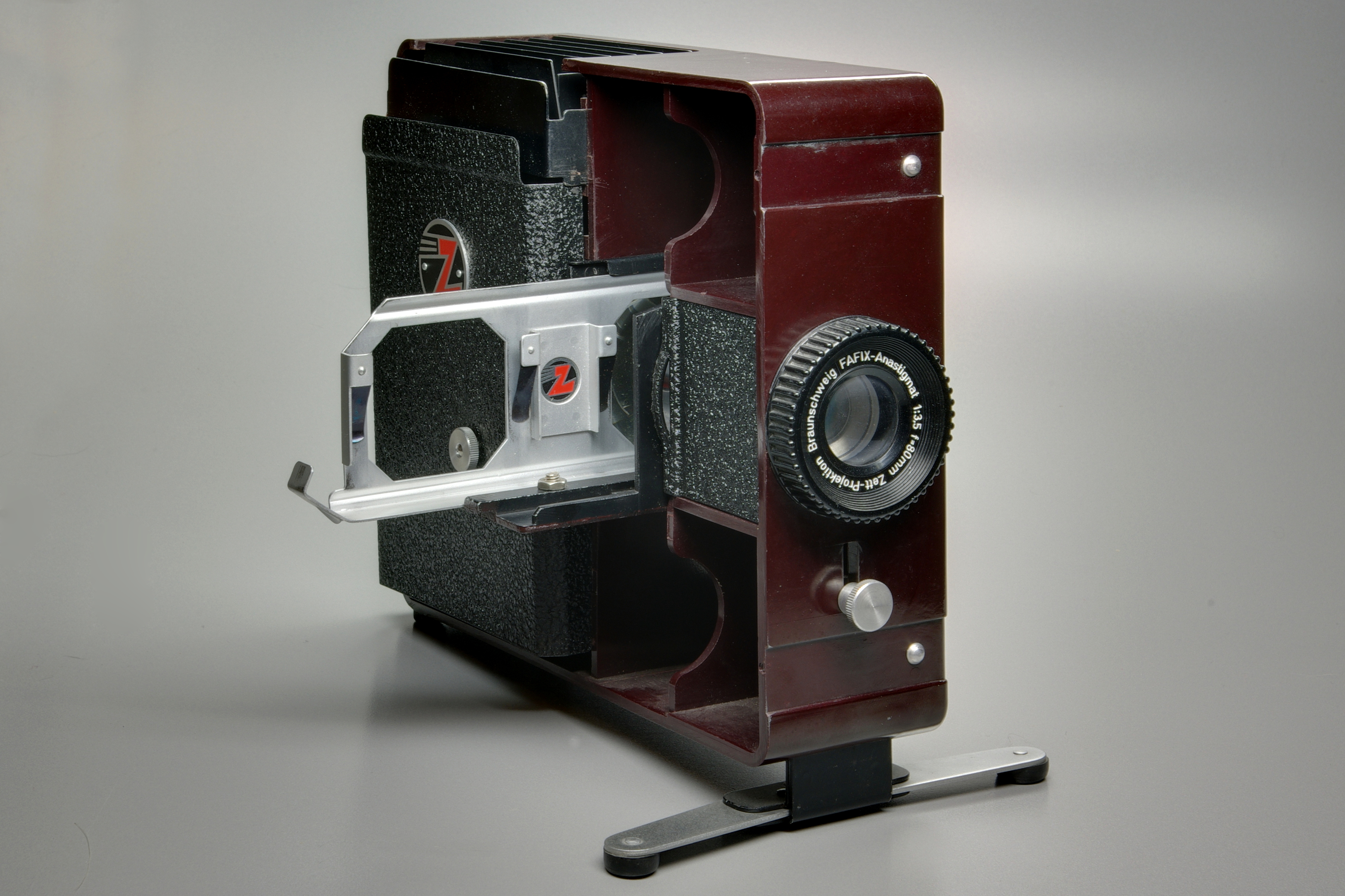
Projector de diapositives, que mostra la lent i un típic suport de doble diapositiva

En fotografia, la pel·lícula inversible o pel·lícula de diapositiva és un tipus de pel·lícula fotogràfica que produeix una imatge positiva sobre una base transparent. En lloc de negatius i còpies en paper, la pel·lícula inversible es processa per produir transparències o diapositives ("diafilm" o "dia" en alguns idiomes com l'alemany o l'hongarès). La pel·lícula inversible es fabrica en diferents mides, a partir de 35 mm per enrotllar la pel·lícula a una pel·lícula de làmina de 8 × 10 polzades.
Una diapositiva és una transparència individual muntada especialment pensada per a la projecció sobre una pantalla mitjançant un projector de diapositives. Això permet que la fotografia sigui visualitzada per un gran públic alhora. La forma més comuna és la 35 diapositiva mm, amb la imatge emmarcada en un suport de cartró o plàstic de 2×2 polzades. Alguns laboratoris especialitzats produeixen diapositives fotogràfiques a partir d'imatges de càmeres digitals en formats com JPEG, a partir de gràfics de presentació generats per ordinador i a partir d'una gran varietat de materials físics com ara empremtes dactilars, seccions microscòpiques, documents en paper, imatges astronòmiques, etc.
La pel·lícula inversible s'utilitza de vegades com a pel·lícula cinematogràfica, sobretot en els 16 mm, súper 8 i 8<span typeof="mw:Entity" id="mwJw">&nbsp;</span>mm formats "cine", per obtenir una imatge positiva a l'original de la càmera. Això evita la despesa d'utilitzar pel·lícula negativa, que requereix pel·lícula i processament addicionals per crear una impressió de pel·lícula positiva per a la projecció.

## Història

### Mètode additiu
El primer procés pràctic i comercialment reeixit d'inversió de la fotografia en color va ser el Lumière Autochrome, introduït el 1907. Aquest era un mètode additiu, utilitzant una emulsió pancromàtica recoberta sobre una fina placa de vidre recoberta prèviament amb una capa de grans de midó de patata tenyits. Les plaques autocromades es van deixar de fabricar a la dècada de 1930, després de la introducció de Lumière Filmcolor en pel·lícula de làmina i Lumicolor en mides de pel·lícula en rotllo. També utilitzaven el principi additiu i el processament d'inversions les plaques i pel·lícules de pantalla en color Agfa i la pel·lícula Dufaycolor, totes elles interrompuda el 1961.

### Mètodes subtractius
Leopold Godowsky, Jr. i Leopold Mannes, treballant amb la Eastman Kodak Company, van desenvolupar Kodachrome, la primera pel·lícula en color d'èxit comercial que va utilitzar el mètode subtractiu. Kodachrome es va introduir el 1935 com a pel·lícula cinematogràfica de 16 mm, i el 1936 com a pel·lícula de 35 mm per a càmeres fixes. Les pel·lícules Kodachrome no contenien acobladors de colorants ; aquests es van afegir durant el processament.
A finals de 1936, es va llançar Agfacolor Neu , que havia superat les dificultats anteriors amb problemes de sensibilitat al color. Aquesta pel·lícula tenia els acobladors de colorants incorporats a l'emulsió, fent que el processament sigui més senzill que el de Kodachrome.
Les primeres pel·lícules en negatiu en color tenien moltes deficiències, incloent-hi l'alt cost de la pel·lícula, el processament i la impressió, la qualitat del color mediocre, l'esvaïment ràpid i la decoloració dels reflexos d'alguns tipus d'impressió que es van fer notar després de diversos anys. Els aficionats que posseïen equips de projecció utilitzaven pel·lícules d'inversions àmpliament perquè el cost de l'equip de projecció i la pel·lícula de diapositives es compensava al no haver de pagar les impressions. Finalment, la qualitat d'impressió va millorar i els preus van disminuir i, a la dècada de 1970, la pel·lícula negativa en color i les impressions en color havien desplaçat en gran part les diapositives com a mètode principal de fotografia amateur.
Fins al voltant de 1995, es preferia la transparència del color per a la publicació a causa del major contrast i resolució de les pel·lícules, i s'utilitzava àmpliament en fotografia comercial i publicitària, reportatges, esports, estocs i fotografia de natura. Els mitjans digitals van substituir gradualment la pel·lícula de transparència.

## Tipus de pel·lícules
Totes les pel·lícules de reversió de color que es venen avui es desenvolupen amb el procés E-6. Les pel·lícules Kodachrome no substantives, l'última de les quals es va suspendre el 2009, es van processar amb el procés K-14.
Polaroid va produir una pel·lícula de diapositives instantània anomenada Polachrome. Es va empaquetar en cassets com una pel·lícula normal de 35 mm. Es va utilitzar una unitat de processament independent per desenvolupar-lo després de l'exposició.

### Blanc i negre

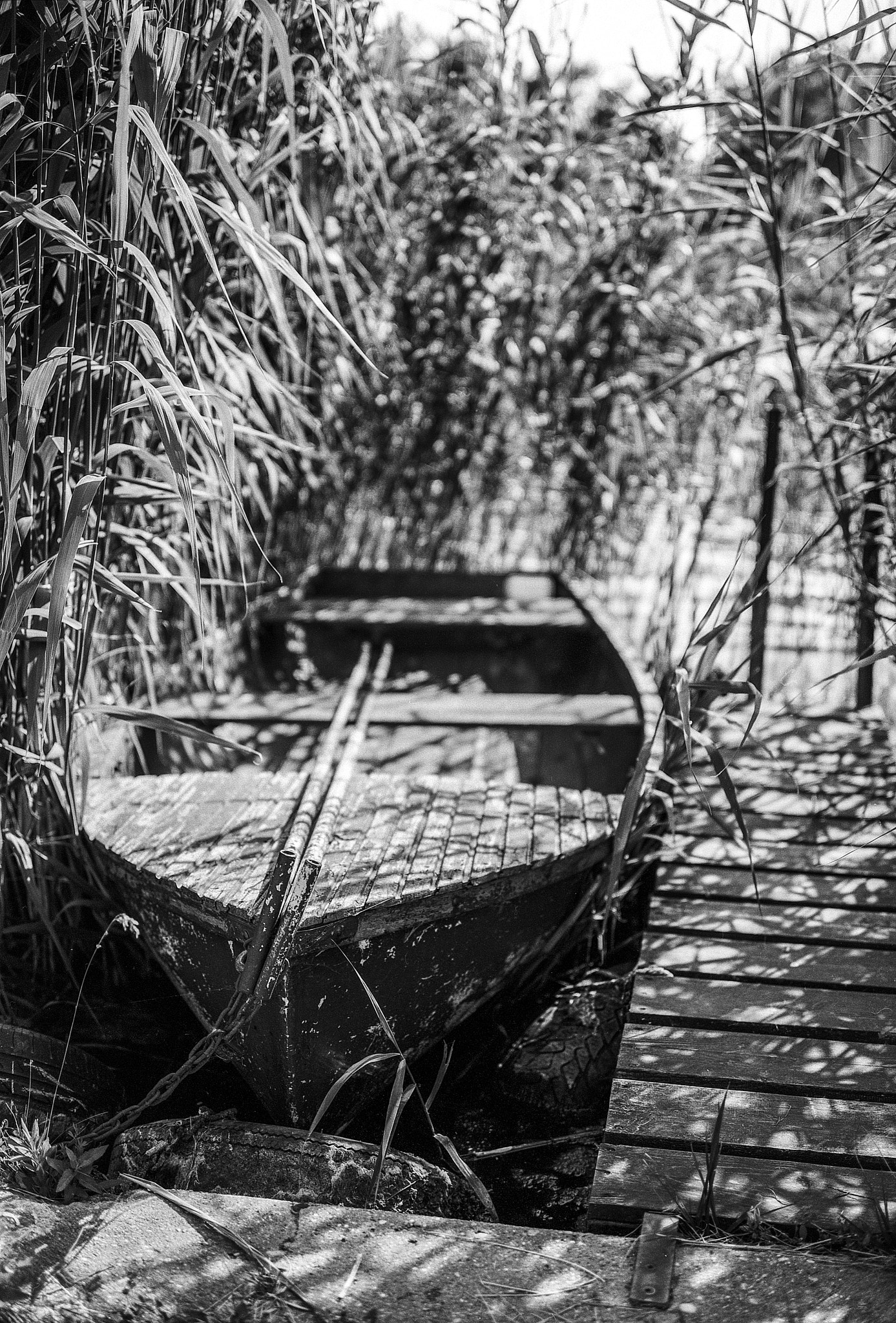
Imatge d'un vaixell feta amb una pel·lícula inversible en blanc i negre Fomapan R 100

Les transparències en blanc i negre es poden fer directament amb algunes pel·lícules modernes en blanc i negre, que normalment donen negatius. La imatge negativa està desenvolupada però no fixada. La imatge negativa s'elimina mitjançant un blanqueig amb una solució de permanganat de potassi o dicromat de potassi en àcid sulfúric diluït, que s'elimina mitjançant un rentat i un bany de neteja que conté metabisulfit de sodi o metabisulfit de potassi. Les sals d'halogenur de plata restants es tornen a exposar a la llum, es desenvolupen i es fixen, i la pel·lícula es renta i s'asseca.
Les transparències en blanc i negre van ser una vegada populars per a la presentació de materials de conferència mitjançant diapositives de vidre de 3¼"×4" (3¼" quadrats al Regne Unit). Aquesta projecció positiva en blanc i negre ara es fa poques vegades, excepte en les pel·lícules en moviment. Fins i tot quan actualment s'utilitzen positius en blanc i negre, el procés per crear-los normalment utilitza un internegatiu amb processament estàndard en lloc d'un procés d'inversió química.
Les pel·lícules de reversió en blanc i negre són menys freqüents que les pel·lícules de reversió de color.
- Agfa-Gevaert va suspendre la seva pel·lícula inversible en blanc i negre Agfa Scala 200x Professional. Això es podria desenvolupar amb el seu procés propietari Scala.
- La companyia Adox va llançar Scala 160 el 2017, una pel·lícula de reversió en blanc i negre basada en la Scala descontinuada d'Agfa.
- L'empresa Foma de la República Txeca produeix una de les úniques pel·lícules de reversió en blanc i negre que queden per a 35 mm, Fomapan R 100, que també està disponible en formats de pel·lícula.[9][10]

- Actualment, Kodak & Foma produeixen kits per al processament d'inversions.
- Kodak va oferir anteriorment un kit ("Direct Positive Film Developing Outfit") per al processament de la reversió de la seva pel·lícula Panatomic X, ara interrompuda, que va duplicar la velocitat efectiva de la pel·lícula de 32 a 64. El bany de blanqueig utilitzava dicromat de potassi i bisulfat de sodi ; el remodelador era un desenvolupador de boira i tan inestable que la seva vida útil després de la barreja només era una mica més llarga que la quantitat de temps necessària per processar un sol rotllo. Aquest va ser substituït per un "T-Max Direct Positive Film Developing Outfit",[11] que utilitza permanganat de potassi i àcid sulfúric en el lleixiu.[12] En aquest kit, el reconstructor de boira és estable, però el lleixiu no és, amb una vida útil, un cop barrejat, no superior a dues setmanes.
- Procés dr5 Chrome, que produeix transparències en blanc i negre a partir de la majoria de pel·lícules negatives en blanc i negre d'halogenurs (és a dir, no cromogèniques).
- Kodak Tri-X Reversal Film 7266 i Kodak Plus-X Reversal Film 7265 són pel·lícules d'inversions en blanc i negre que s'utilitzen per fer pel·lícules.[13][14]
- Ilford ha publicat un procés de reversió aplicable a totes les emulsions en blanc i negre actuals, però recomanat per a Pan F+, FP4+ i Delta 100.[8]

## Pros i contres

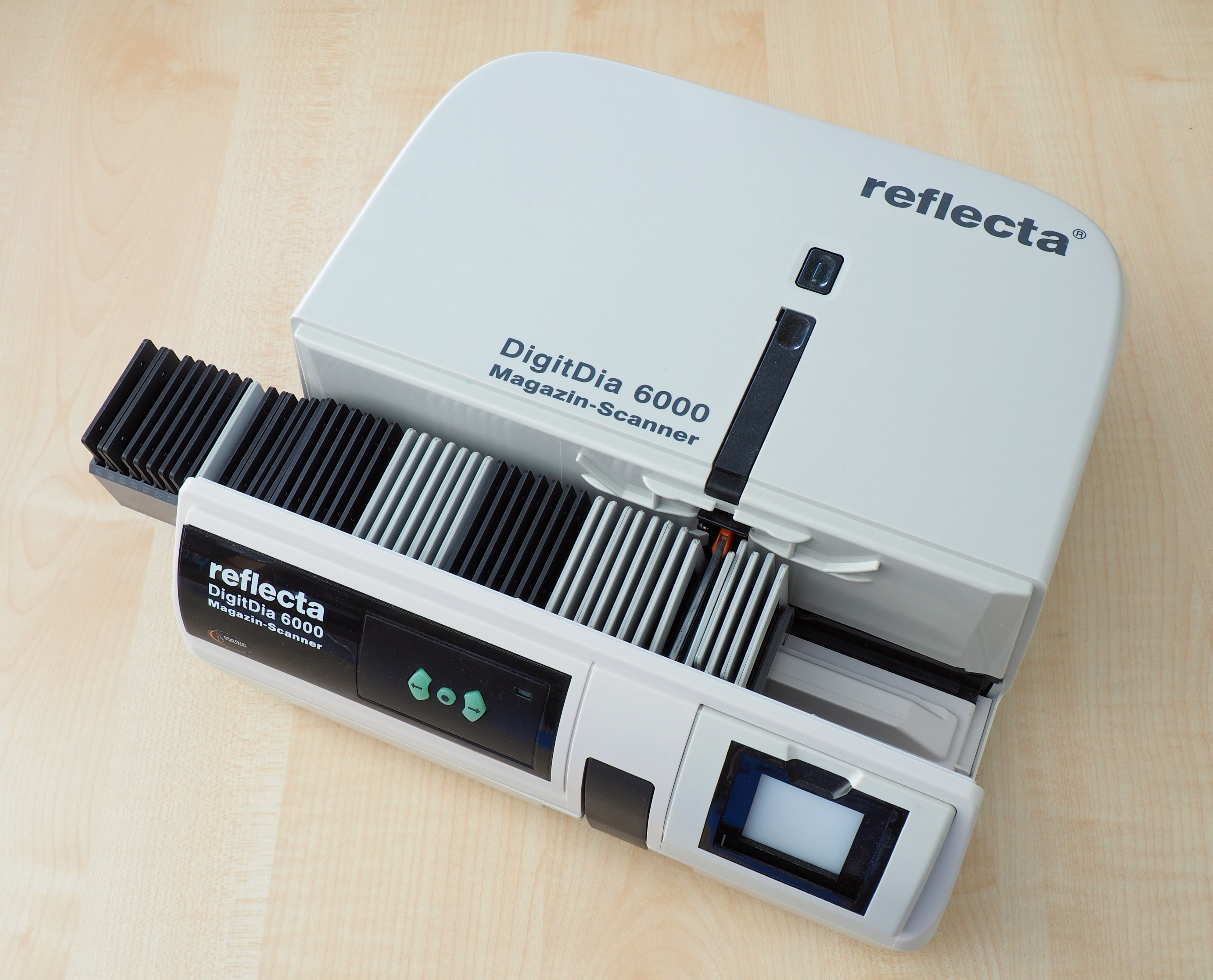
Escàner de pel·lícula

### Pros
- Mostra què es va capturar exactament a la pel·lícula sense imprimir.[15]
- Traducció de color més precisa quan es digitalitza. No calen processos d'inversió de color.[16]
- Digitalització molt més ràpida en màquines d'escàner professionals.[17]
- En general, la pel·lícula de diapositives produeix colors molt més vibrants que la pel·lícula negativa.[18][15]
- Gra més fi, millor resolució i nitidesa en comparació amb les pel·lícules negatives en color.[19]

### Contres
- En general, menys graus de latitud d'exposició en comparació amb la pel·lícula negativa en color.[20][21]
- Velocitat de pel·lícula més baixa que la del negatiu en color.
- Normalment de preu més elevat.

## Usos

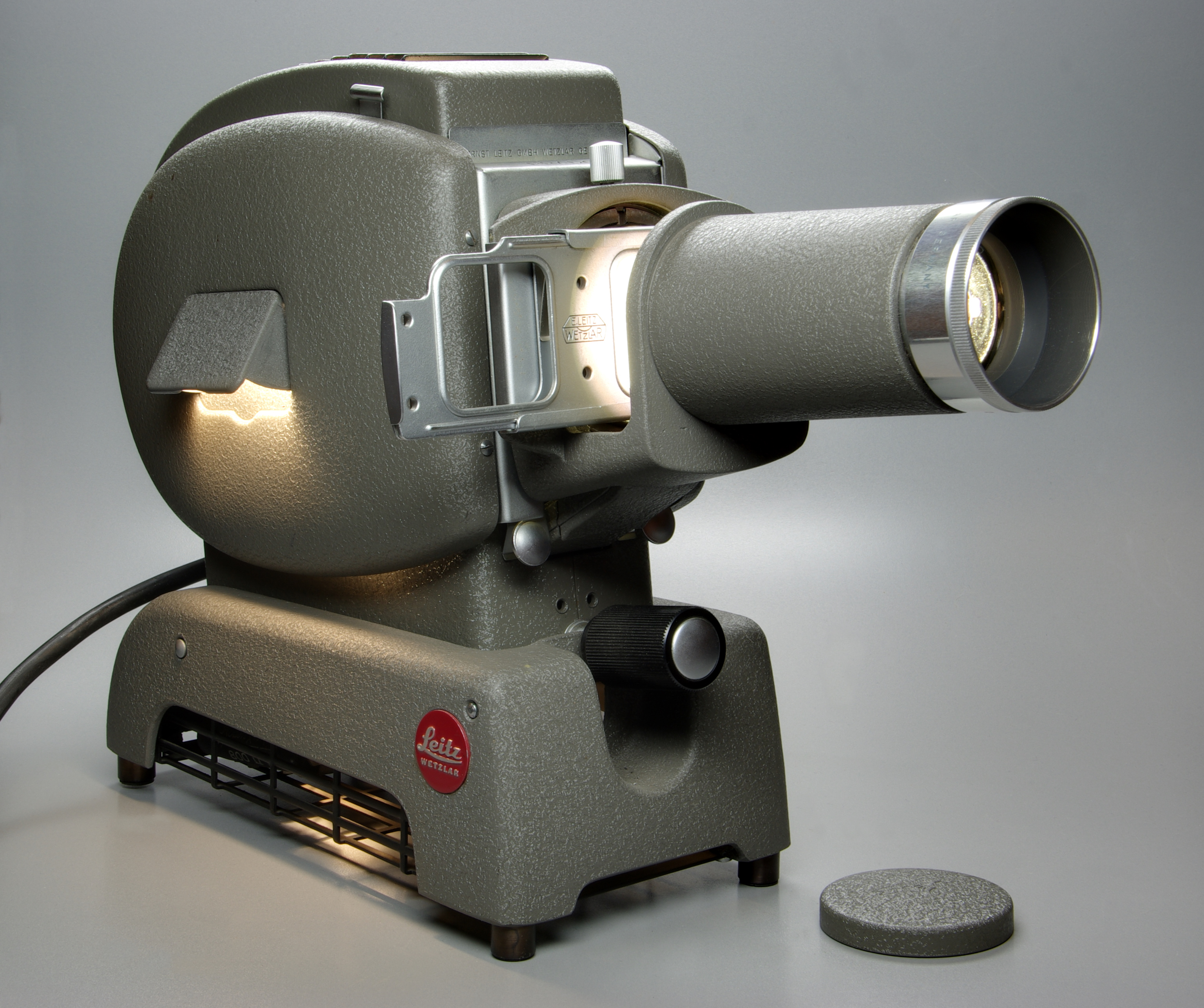
Projector de diapositives Leitz Prado

### Visualització
Les transparències acabades es mostren amb més freqüència per projecció. Alguns projectors utilitzen un mecanisme lliscant per treure manualment la transparència del costat de la màquina, on es substitueix per la següent imatge. Els projectors moderns i avançats solen utilitzar un carrusel que conté un gran nombre de diapositives; un mecanisme treu automàticament una sola corredissa del carrusel i la col·loca davant del llum. Hi ha disponibles visors d'ampliació petits amb il·luminació externa o amb bateria.
A les redaccions tradicionals i les oficines de revistes es visualitzaven les diapositives amb una caixa de llum i una lupa, cosa que permetia una comparació ràpida d'imatges similars.

### Copiadora de diapositives
Una copiadora de diapositives és un dispositiu òptic senzill que es pot fixar a la montura de la lent d'una càmera per permetre fer duplicats de diapositives. Tot i que abans aquests dispositius s'utilitzaven per fer duplicats a pel·lícules de diapositives, ara s'utilitzen sovint juntament amb càmeres digitals per digitalitzar imatges a partir de transparències basades en pel·lícules. Aquest mètode acostuma a oferir una millor resolució que l'ús d'accessoris per a escàners digitals de llit plana A4.
Els dispositius solen ser d'uns 30 cm de llarg i enrosqueu-lo a un " muntatge en T " intermedi connectat a la càmera. La lent de la copiadora no ha de ser complexa, perquè els sistemes solen aturar-se fins a un f nombres (per exemple, per a la unitat de zoom Makinon, f amb un augment 1:1, baixant a f amb un augment 3:1), i les distàncies d'objecte i imatge són similars, de manera que es minimitzen moltes aberracions.

### Galeria

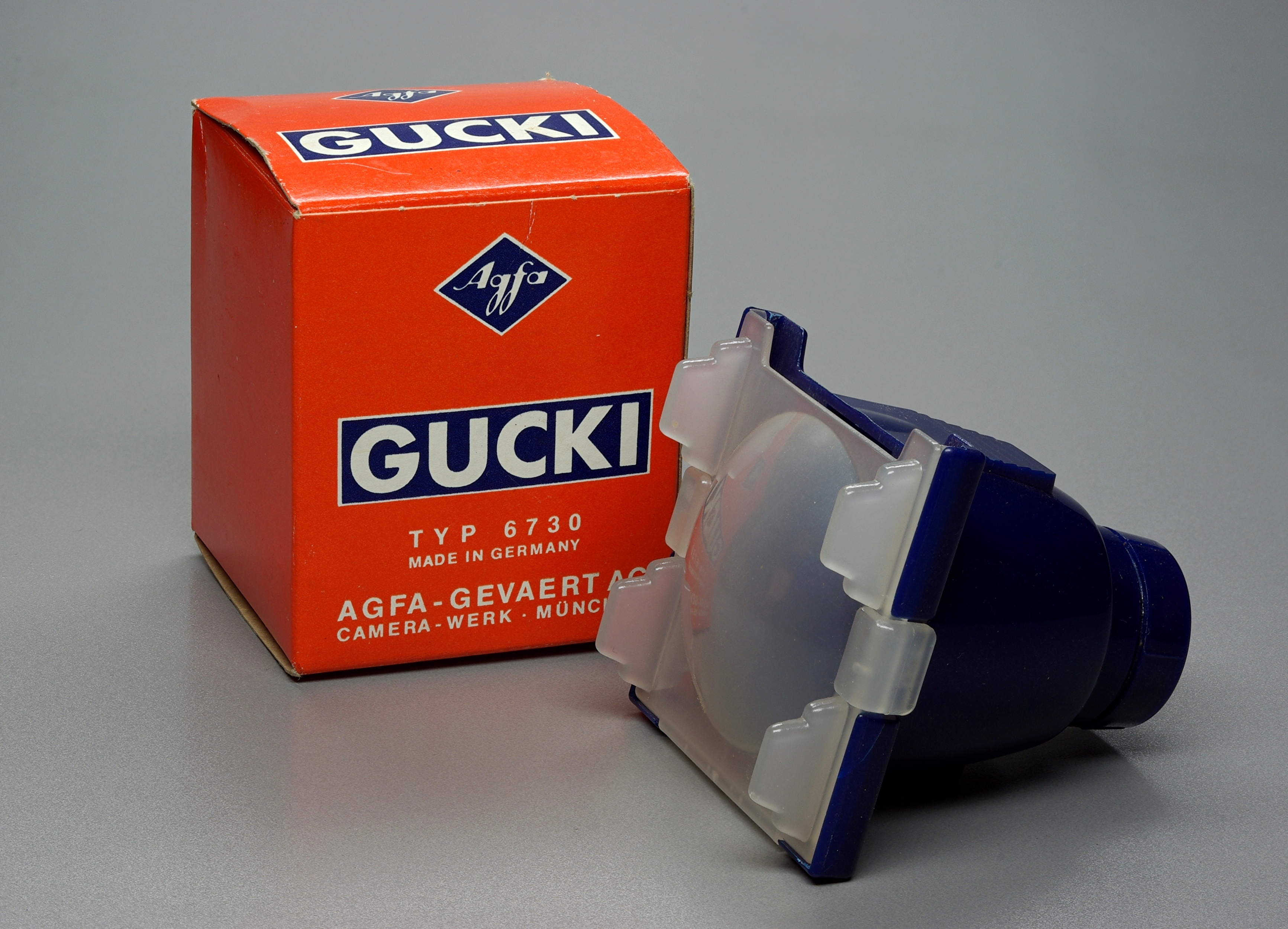
Visor de diapositives
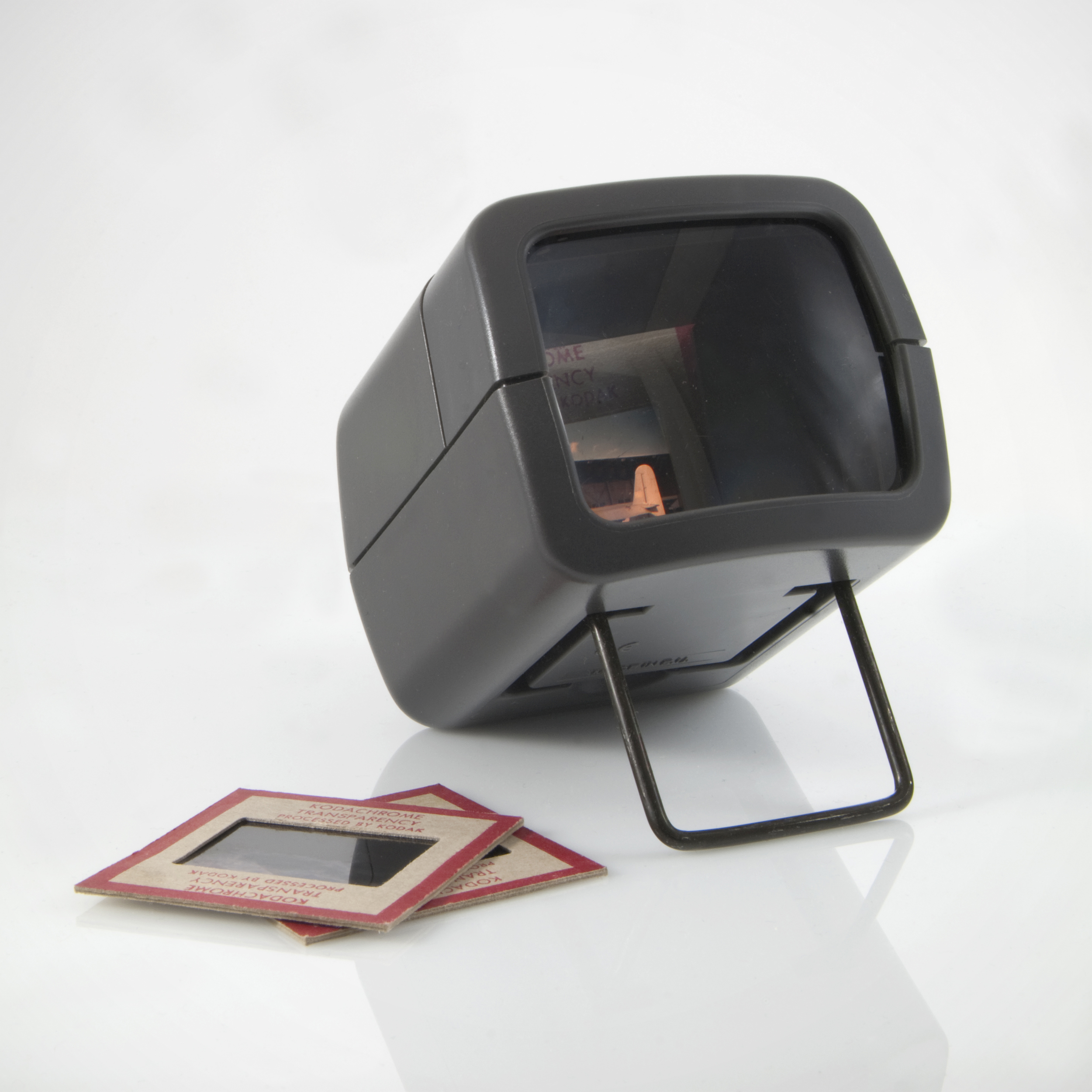
Visor de diapositives
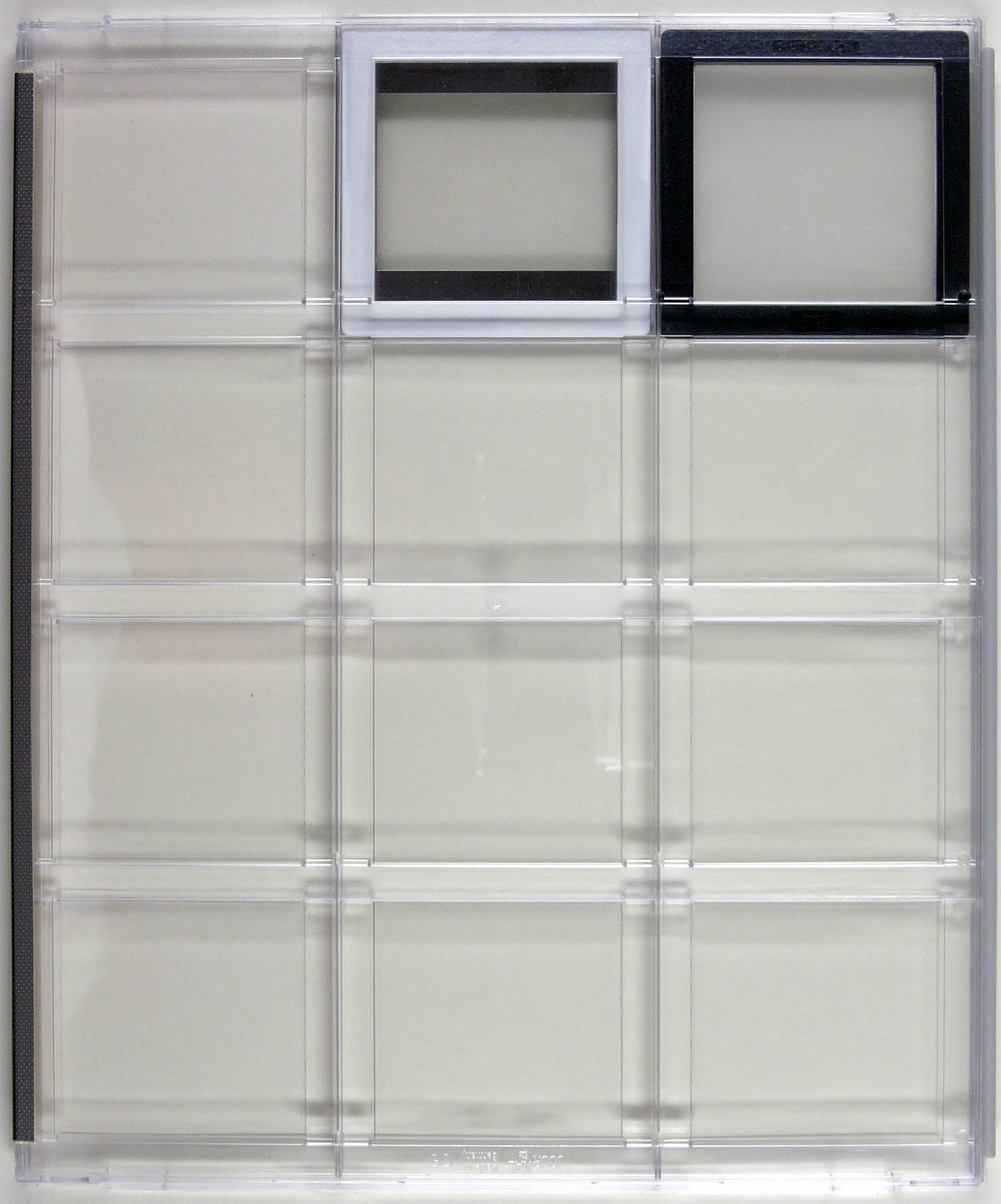
Caixa d'arxiu de diapositives
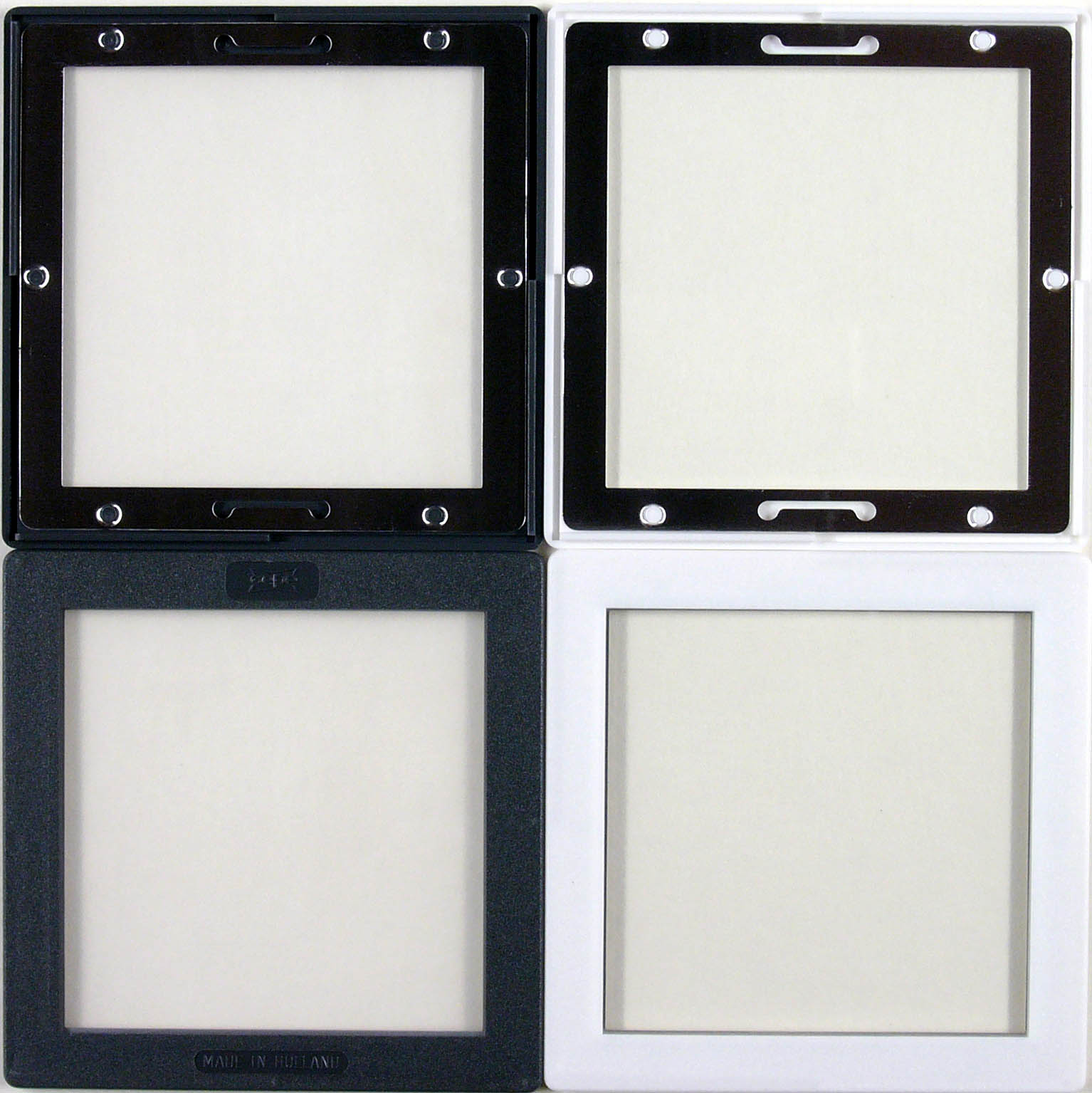
Marc de diapositives 6×6 cm
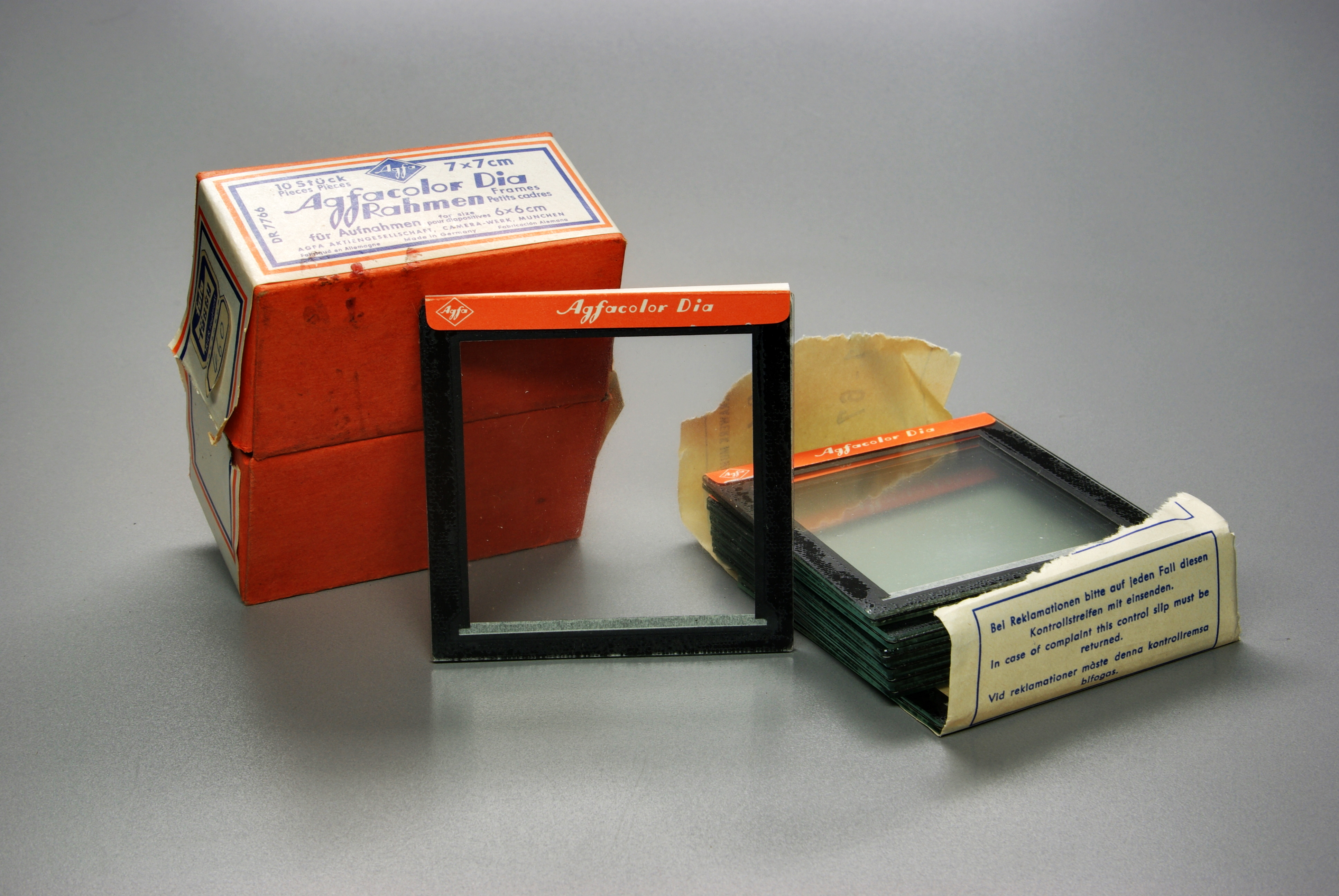
Marcs de diapositives de 6 × 6 centimetres (2.4 in)
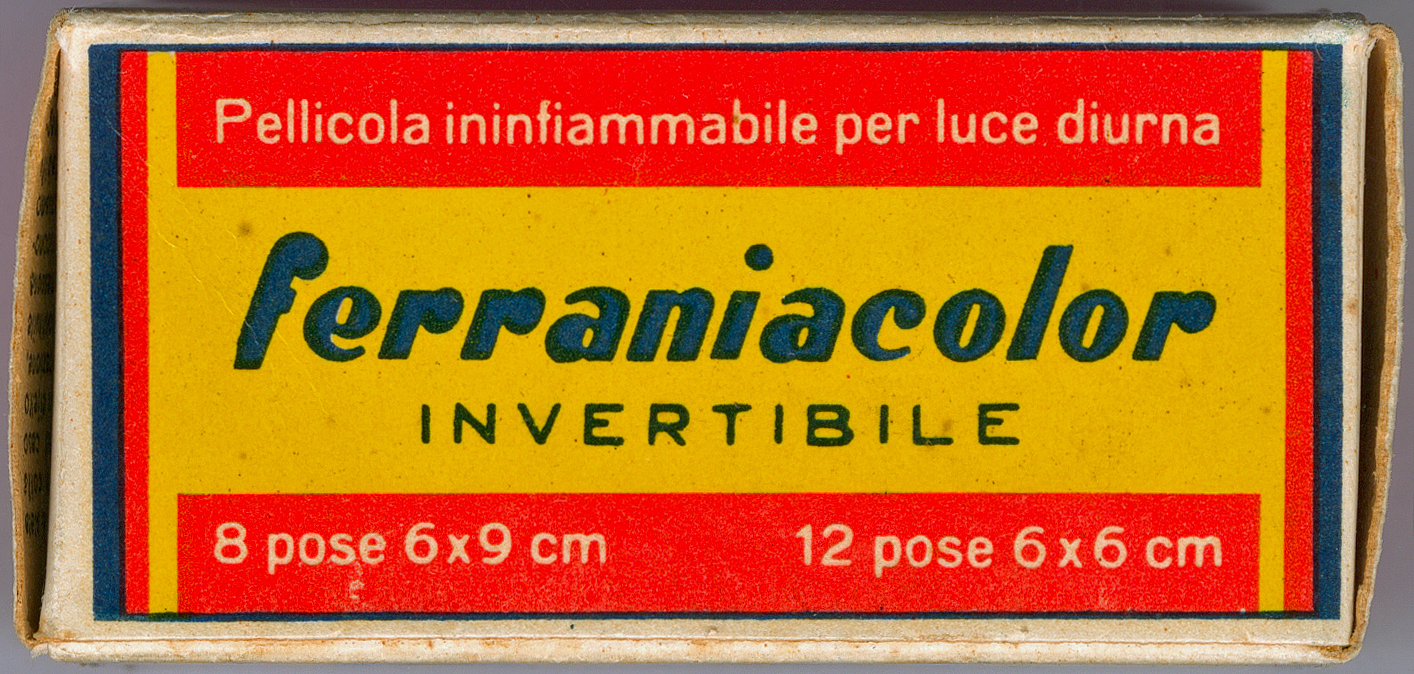
Una pel·lícula inversa tipus 120 de mitjans dels anys 50: l'italià Ferraniacolor
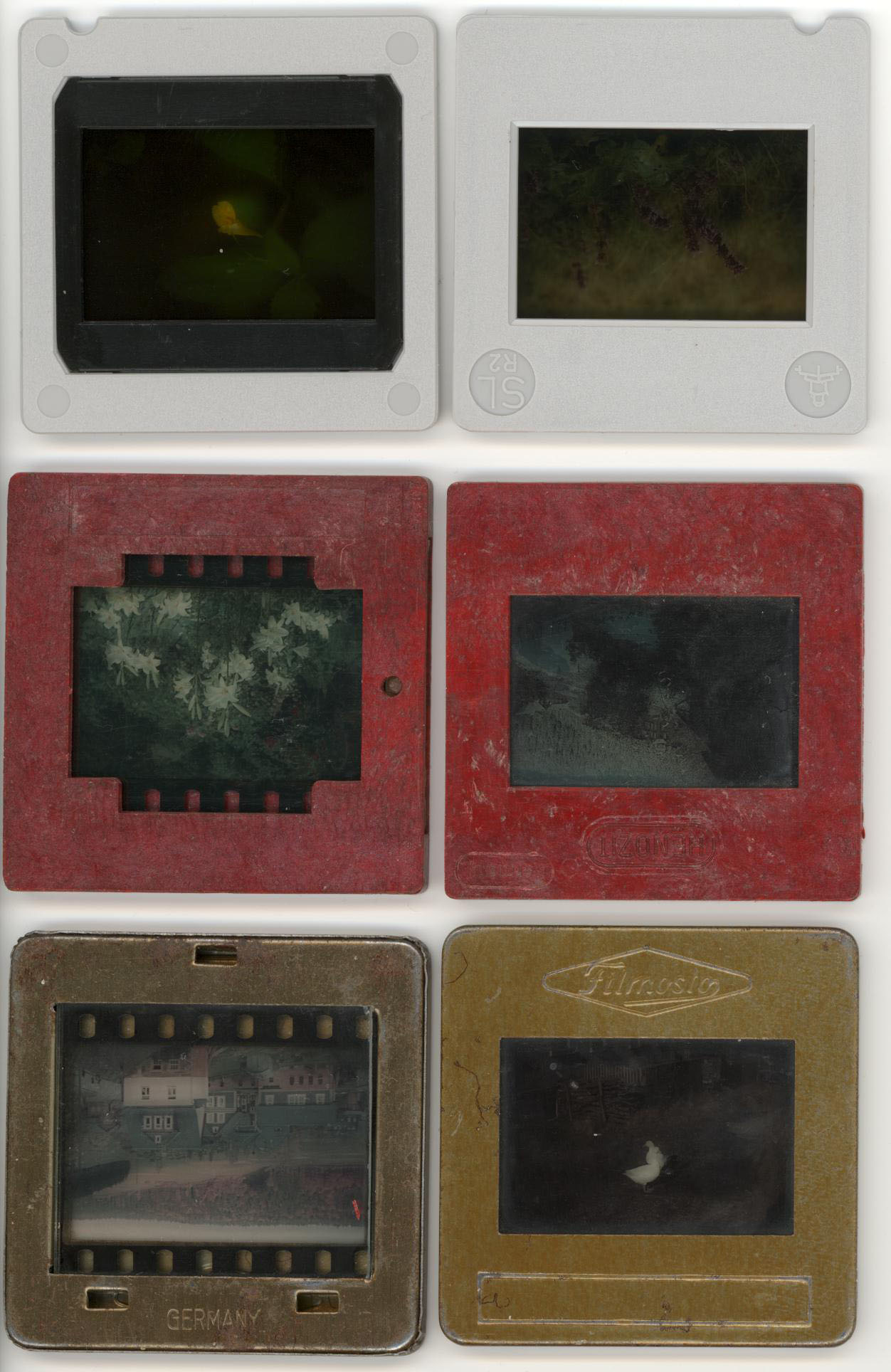
Marcs de diapositives, 1940 (metall o targeta) a 1985 (plàstic)
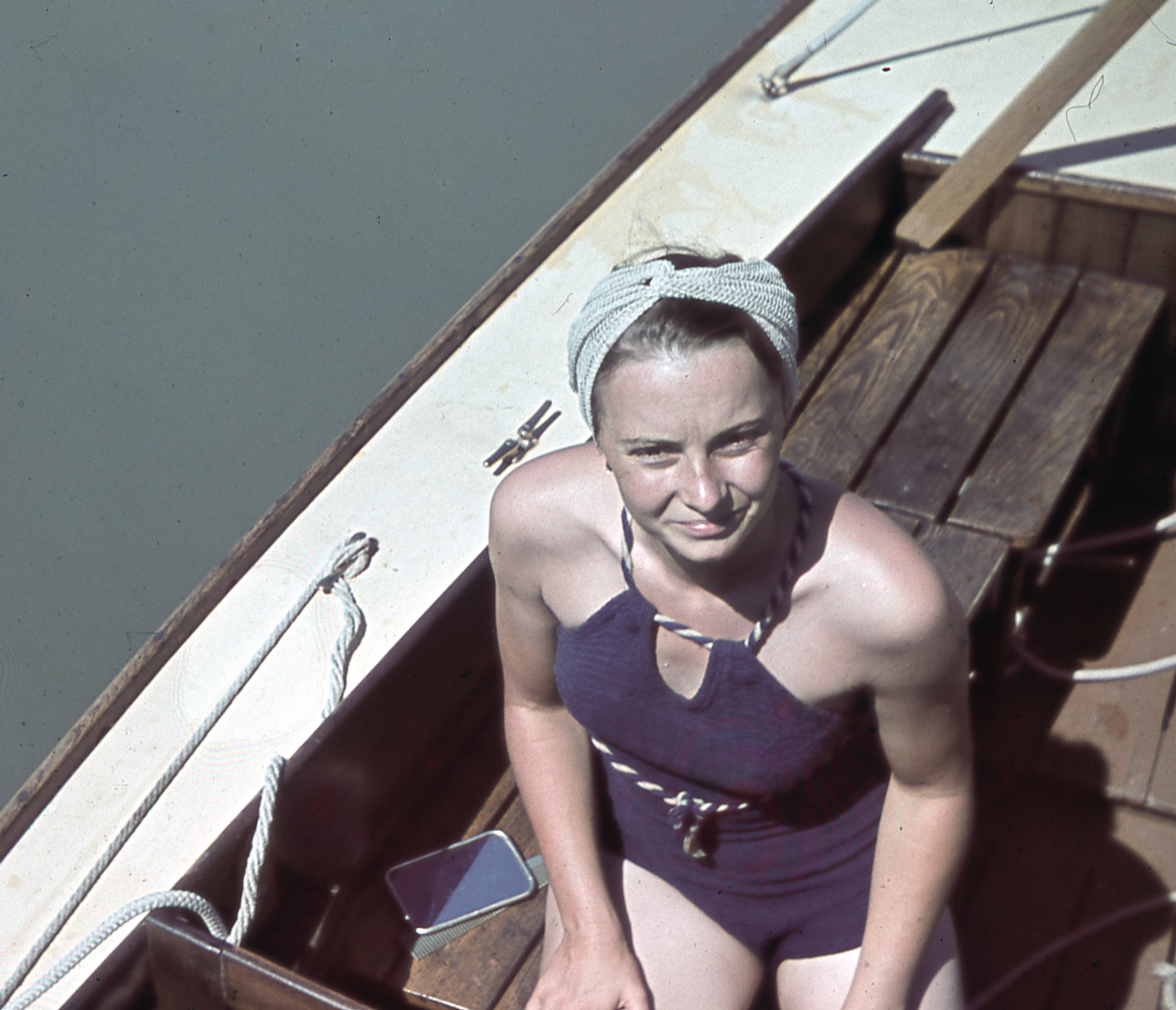
Diapositiva Agfacolor datada el 1939
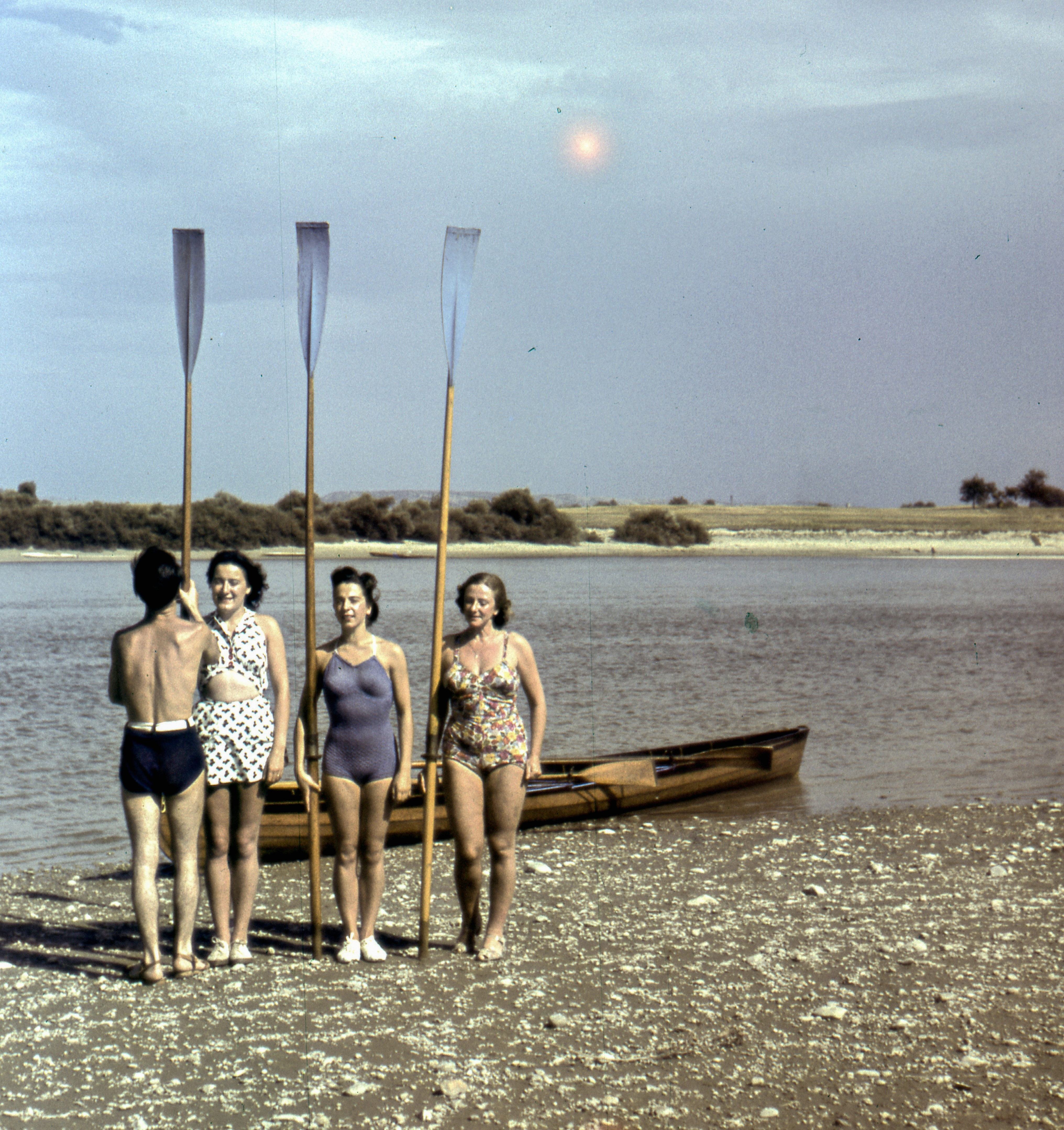
Diapositiva Agfacolor datada el 1942
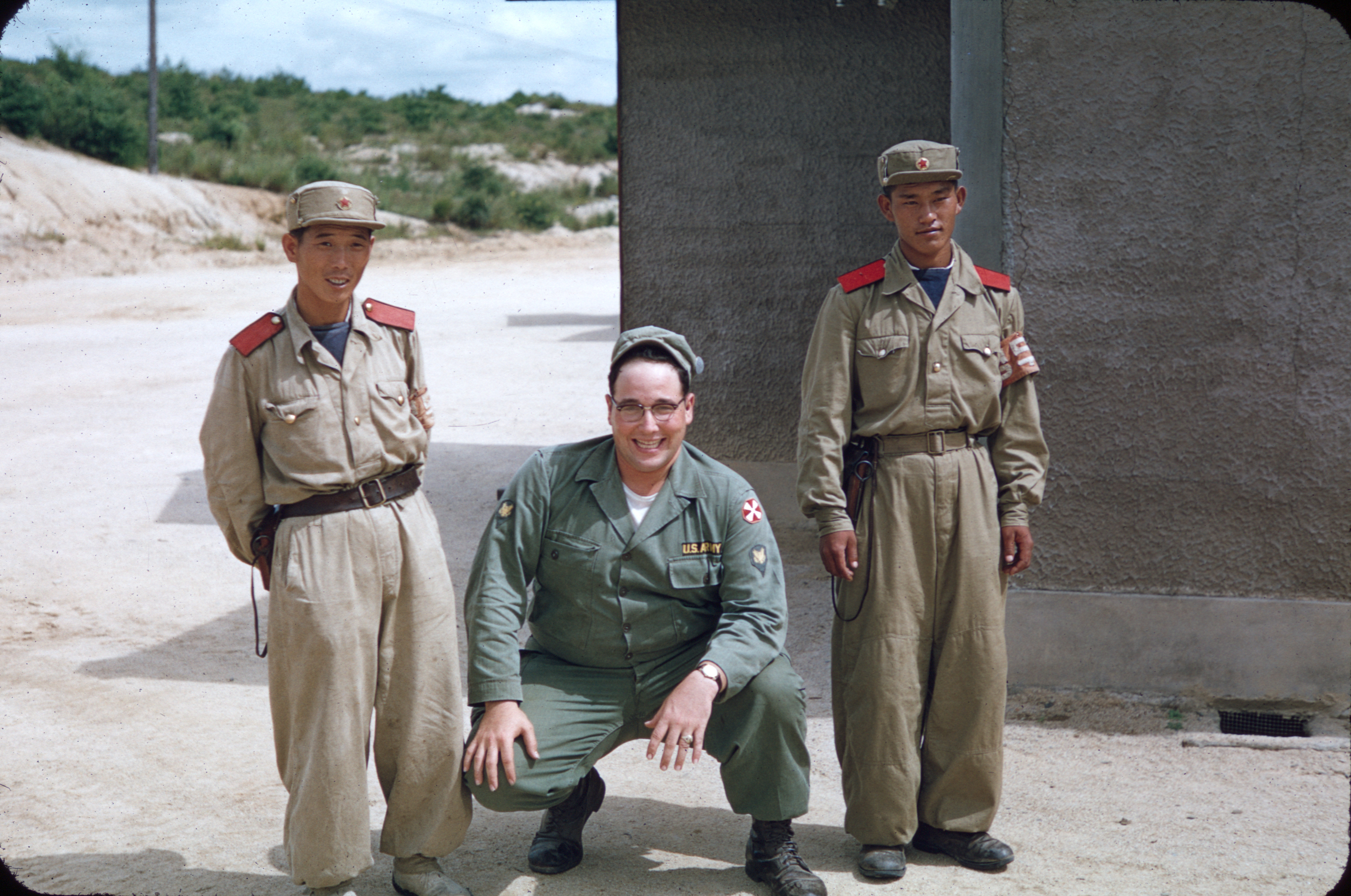
Un soldat nord-americà posa amb soldats nord-coreans en aquesta diapositiva Kodachrome de 1956
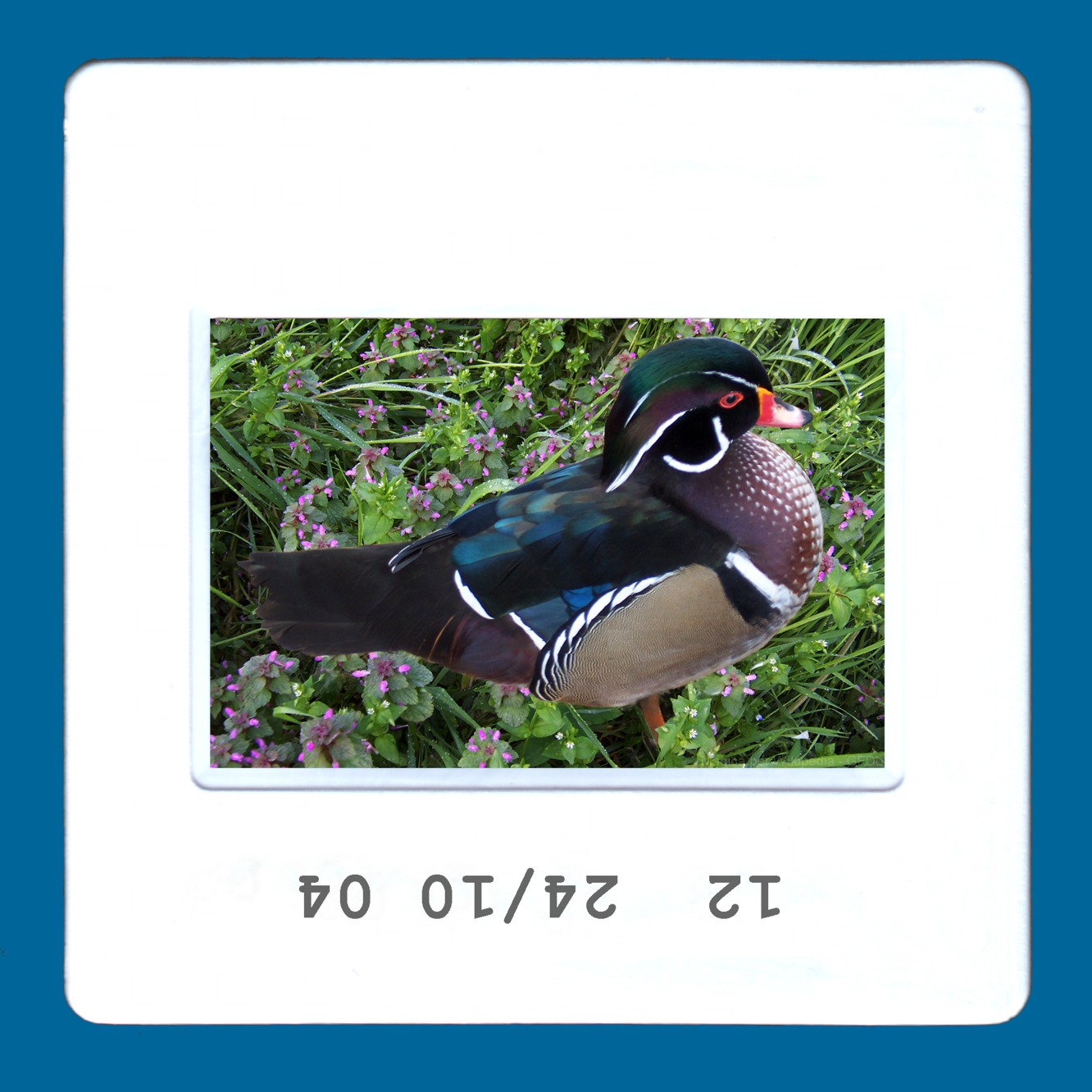
Una imatge positiva en una diapositiva del 2004
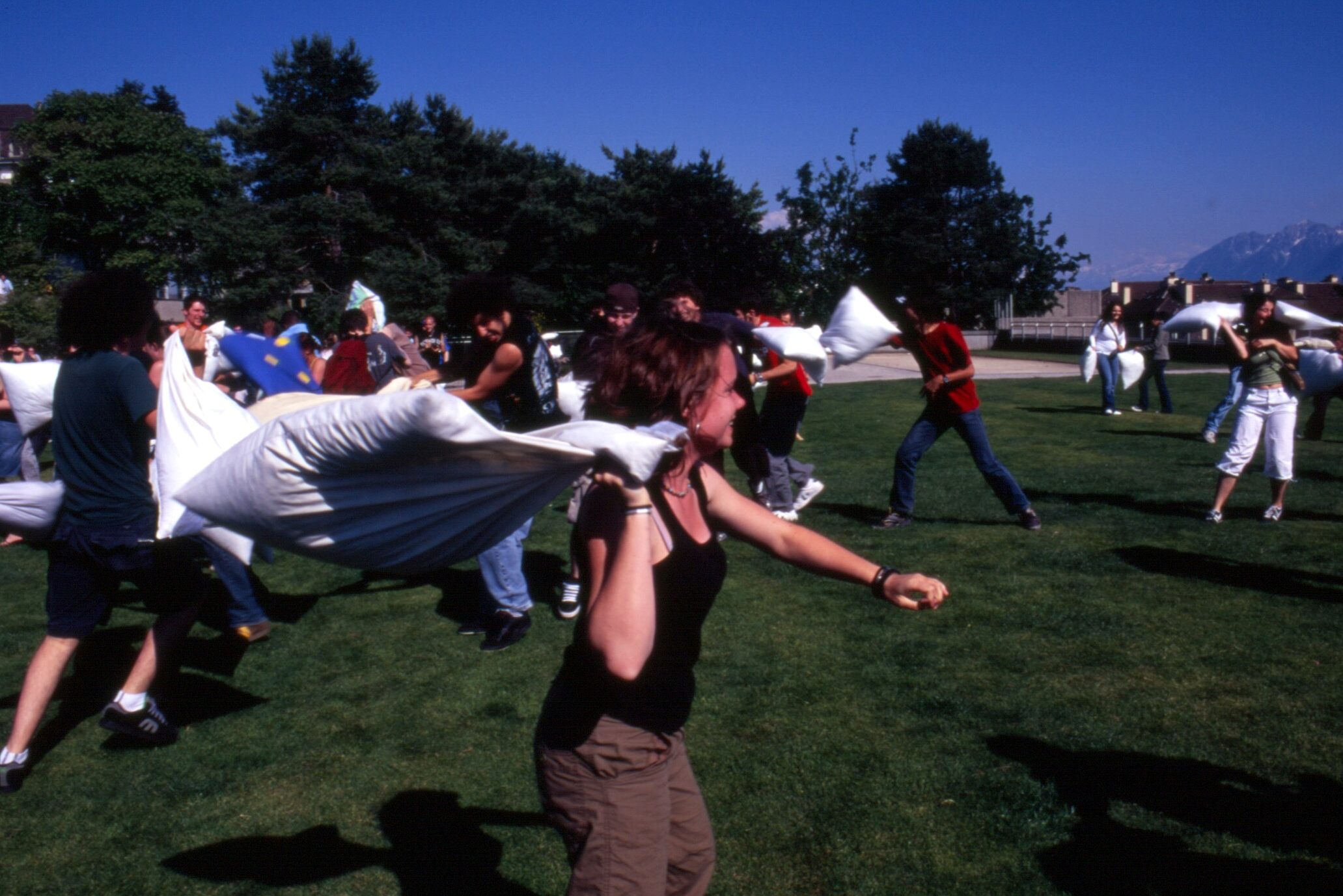
L'aspecte típic d'alt contrast d'una imatge de diapositiva Fuji Velvia